# Ионийский союз
Иони́йский сою́з (др.-греч. Κοινὸν τῶν Ἰώνων) — объединение древнегреческих полисов, расположенных на западном побережье Малой Азии — в Ионии.
С самого начала союз имел скорее этнический, чем военно-политический характер. Не был он и амфиктионией, хотя у ионийцев и жителей Эгейских островов был общий культ Посейдона Геликонского — с праздником панионий.

## Формирование
Паросская хроника приписывает создание союза Нелею и датирует его 1086—1075 годами до н. э., однако большинство исследователей уверены, что объединение возникло не ранее IX века до н. э.
Сначала в Ионийский союз входило семь городов — Милет, Миунт, Приена, Эфес, Колофон, Лебедос, Теос.
Позже в объединение вошли Хиос и Самос, который сначала был союзником карийцев и лишь впоследствии был захвачен эфесцами.
К союзу также присоединились Клазомены и Эрифры, которые по этническому составу населения были скорее эолийскими поселениями.
Фокею приняли только после того, как она согласилась отдать царскую власть в городе Теосу, а просьба Смирны был отклонена (в союз она вошла только в эллинистические времена). Таким образом, Ионийский союз превратился в классическое «двенадцатиградие» (др.-греч. Δωδεκάπολις).

## Совместные мероприятия
Целью союза в первые века его существования было укрепление и расширение власти городов-участников над Анатолийским побережьем. Последним совместным мероприятием такого рода была так называемая Мелийская война (730 г. до н. э.) против карийского города Мелии, который был расположен на мысе Микале. После победы союзников Мелия была разрушена, на её месте было возведено новое святилище Посейдона — Панионий, у которого представители союза в дальнейшем собирались на совещания, а мелийские земли были разделены между победителями.
Однако общая военная акция не превратила Ионийский союз в политическое объединение вроде симмахии: уже в Лелантской войне (720—660 годы до н. э.) его члены присоединились к различным коалициям. Бессильным оказалось объединение и против лидийской и персидской угрозы.
Предложение Фалеса (скорее всего, инспирировано Фрасибулом) превратить союз в единое федеративное государство с административным центром в Теосе не было поддержано членами объединения. Инициативу Бианта учредить столицу встретили откровенно враждебно. В конце концов, разобщённость привела к тому, что все города, которые входили в Ионийский союз, оказались под властью Ахеменидов.
Во время Ионийского восстания 500—494 годов до н. э. союз себя никак не проявил, отдельные полисы присоединялись к нему и действовали вполне самостоятельно. Впоследствии все участники союза вошли в другую симмахию — под эгидой Афин.
Ионийский союз формально продолжал существовать и в эллинистические, и даже в римские времена, однако никакой политической роли больше не играл.